# Piz Lunghin
Der Piz Lunghin ⓘ ist ein 2780 m ü. M. hoher Berg nordwestlich von Maloja im Kanton Graubünden in der Schweiz. Lunghin soll auf den italienischsprachigen Familiennamen Longhini zurückgehen, an En «Inn» angelehnt, dialektal 1495 Lungeno. Wegen der guten Aussicht ins Oberengadin und ins Bergell wird der Gipfel sowohl im Sommer als auch im Winter oft besucht.

## Lage und Umgebung
Der Piz Lunghin gehört zur Lagrev-Gruppe, einer Untergruppe der Albula-Alpen. Er liegt vollständig auf dem Gebiet der politischen Gemeinde Bregaglia. Im Nordosten wird der Gipfel vom Oberengadin und im Süden vom Bergell eingefasst. Im Südosten liegt Maloja. Im Südwesten verläuft die Val Maroz, im Nordwesten das von Bivio aus zum Septimerpass führende Val Tgavretga. Der Septimerpass war einst einer der wichtigsten Alpenübergänge.
Der Piz Lunghin und der Malojapass an seinem Fuss liegen auf der Wasserscheide zwischen Donau und Po. Im Norden des Gipfels liegt mit dem Lägh dal Lunghin (2485 m ü. M.) die Quelle des Inn und im Nordwesten der Pass Lunghin (2644 m ü. M.), ein europäischer Hauptwasserscheidepunkt zwischen Nordsee/Atlantik, Schwarzem Meer und Mittelmeer.

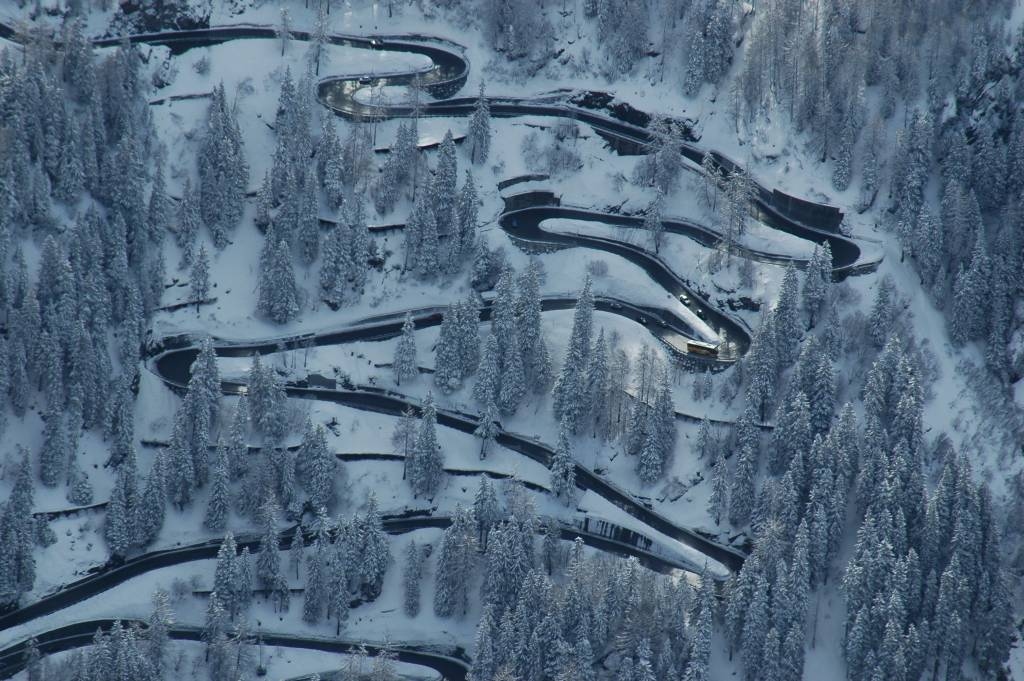
Die bekannteste Passage des Malojapasses, vom Piz Lunghin aus fotografiert

In nordöstlicher Richtung bietet sich vom Piz Lunghin ein schöner Ausblick auf den oberen Teil der Engadiner Seenplatte mit dem Silsersee und Silvaplanersee. Ebenfalls gut ist die Sicht auf den Malojapass, insbesondere auf die bekannten Serpentinen unmittelbar südlich des Dorfes Maloja.
Zu den Nachbargipfeln gehören der Piz Grevasalvas (2931 m ü. M.) und die Muotta Radonda (im SAC Clubführer als Piz Nalar bezeichnet) im Norden, der Piz dal Sasc (2720 m ü. M.) und die Motta da Sett (2637 m ü. M.) im Westen und der Piz Lizun (2549 m ü. M.) im Südwesten.
Der am weitesten entfernte sichtbare Punkt vom Piz Lunghin befindet sich 274 km in südwestlicher Richtung in der italienischen Region Piemont nahe an der Grenze zu Frankreich. Der Punkt liegt unmittelbar südöstlich des Gipfels Cima del Pelvo (3264 m ü. M.).

## Routen zum Gipfel

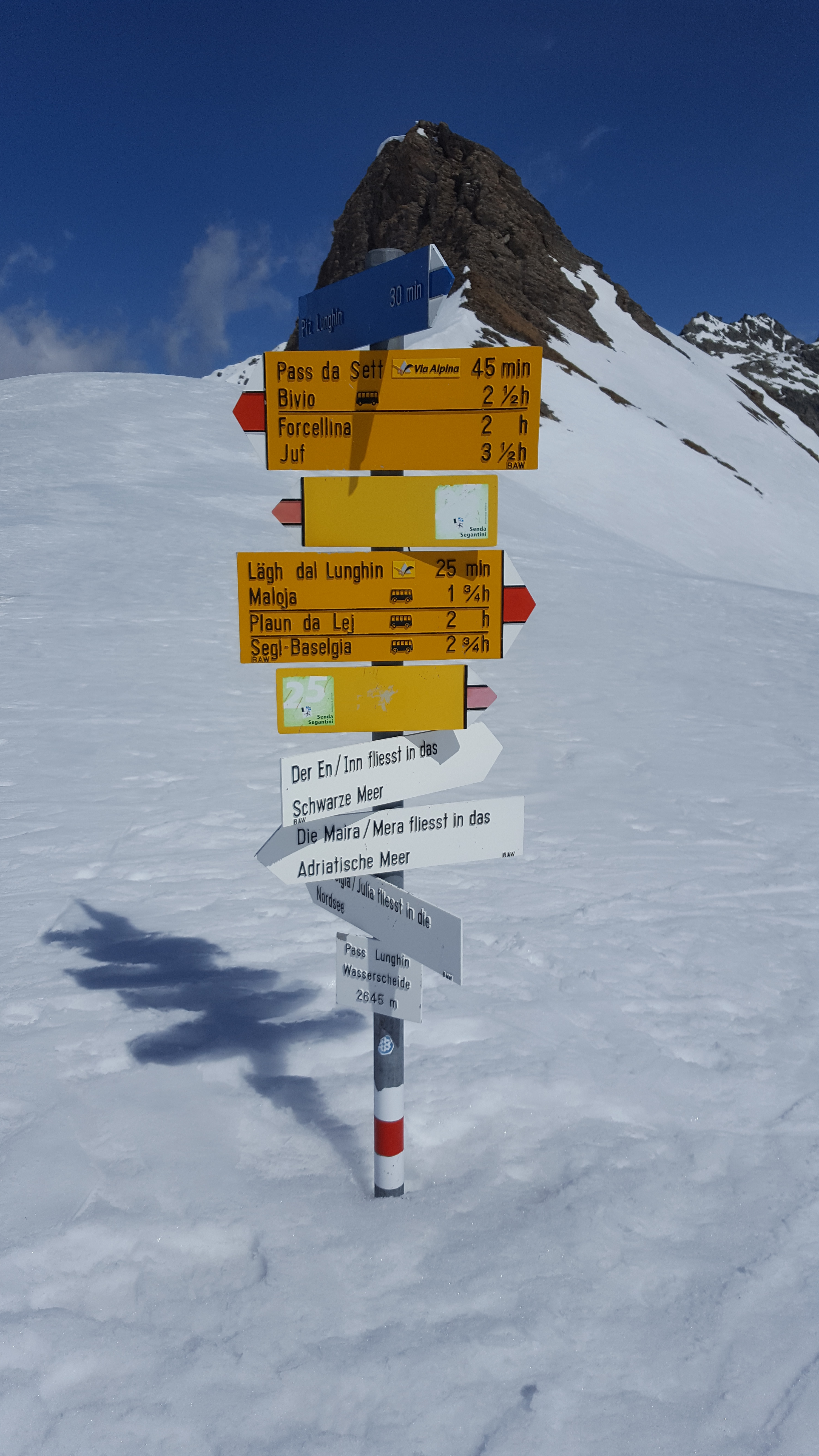
Wegweiser beim Pass Lunghin

Häufige Ausgangspunkte für eine Besteigung des Piz Lunghin sind Maloja, Casaccia und Bivio.

### Sommerrouten

#### Via Lägh dal Lunghin
- Ausgangspunkt: Maloja (1809 m)
- Via: Lägh dal Lunghin (2485 m), Pass Lunghin (2644 m)
- Schwierigkeit: T3, bis zum Pass Lunghin als Wanderweg weiss-rot-weiss markiert, danach als Alpine Route weiss-blau-weiss markiert
- Zeitaufwand: 3 Stunden
- Alternative: Der Lägh dal Lunghin kann auch von Plaun da Lej (1798 m) aus via Grevasalvas (1940 m) erreicht werden (+½ Stunde)

#### Durch die Val Maroz
- Ausgangspunkt: Casaccia (1458 m)
- Via: Val Maroz, Septimerpass (2310 m), Pass Lunghin (2644 m)
- Schwierigkeit: Bis zum Pass Lunghin als Wanderweg weiss-rot-weiss markiert, danach als Alpine Route weiss-blau-weiss markiert
- Zeitaufwand: 5 Stunden

#### Über den Südostgrat
- Ausgangspunkt: Casaccia (1458 m)
- Via: Sur Cresta, Bosch da Preda Blanca, Pass da lan Traversa (2367 m), dann über den Grat (kann im Osten umgangen werden) zum Gipfel
- Schwierigkeit: BG
- Zeitaufwand: 4 Stunden
- Anmerkung: steil und anstrengend

#### Von Bivio
- Ausgangspunkt: Bivio (1769 m)
- Via: Tgavretga, Septimerpass (2310 m), Pass Lunghin (2644 m)
- Schwierigkeit:  Bis zum Pass Lunghin als Wanderweg weiss-rot-weiss markiert, danach als Alpine Route weiss-blau-weiss markiert
- Zeitaufwand: 4 Stunden

### Winterrouten

#### Von Bivio
- Ausgangspunkt: Bivio (1769 m)
- Via: Cadval, P. 2133, P. 2306, Pass Lunghin (2644 m)
- Expositionen: NW, N
- Schwierigkeit: WS
- Zeitaufwand: 4 Stunden
- Bemerkung: Skidepot westlich des Gipfels
- Alternative: Ab Bivio mit den Skiliften bis zum P. 2562, Abfahrt zur Alp Tgavretga (P. 2167), danach entlang der Eva dal Lunghin zum Pass Lunghin (2½ Stunden ab P. 2562)

#### Von Maloja
- Ausgangspunkt: Maloja (1809 m)
- Via: Plan di Zoch (1945 m), Lägh dal Lunghin (2485 m)
- Expositionen: SE, N
- Schwierigkeit: WS+
- Zeitaufwand: 3 Stunden
- Bemerkung: Skidepot westlich des Gipfels
- Alternative: Der Lägh dal Lunghin kann auch von Plaun da Lej (1798 m) aus via Grevasalvas (1940 m) erreicht werden (+½ Stunde)

## Galerie

Der Piz Lunghin, vom Pass Lunghin aus betrachtet.
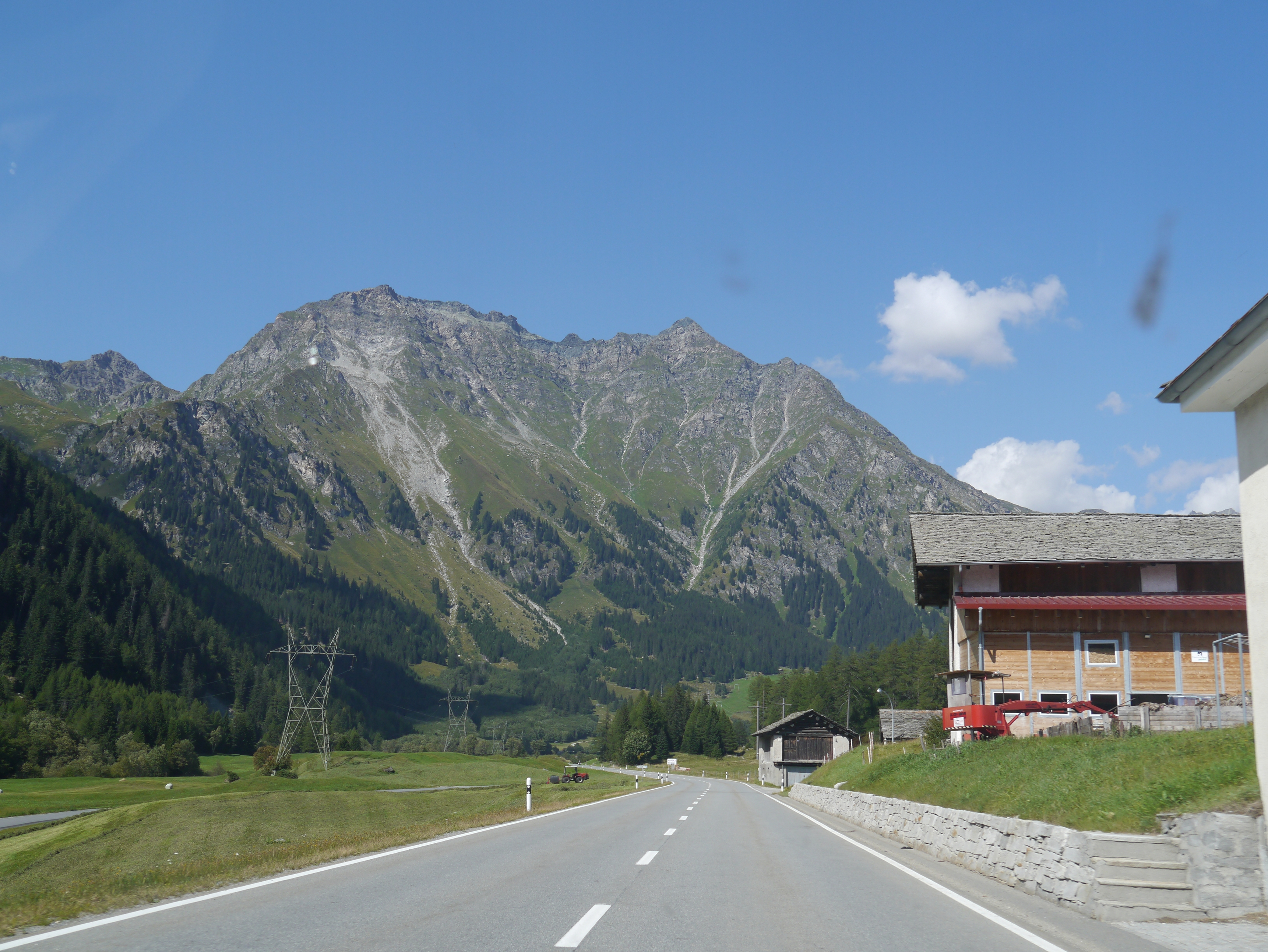
Der Piz Lunghin (r.) und der Piz dal Sasc, von Süden aus fotografiert.
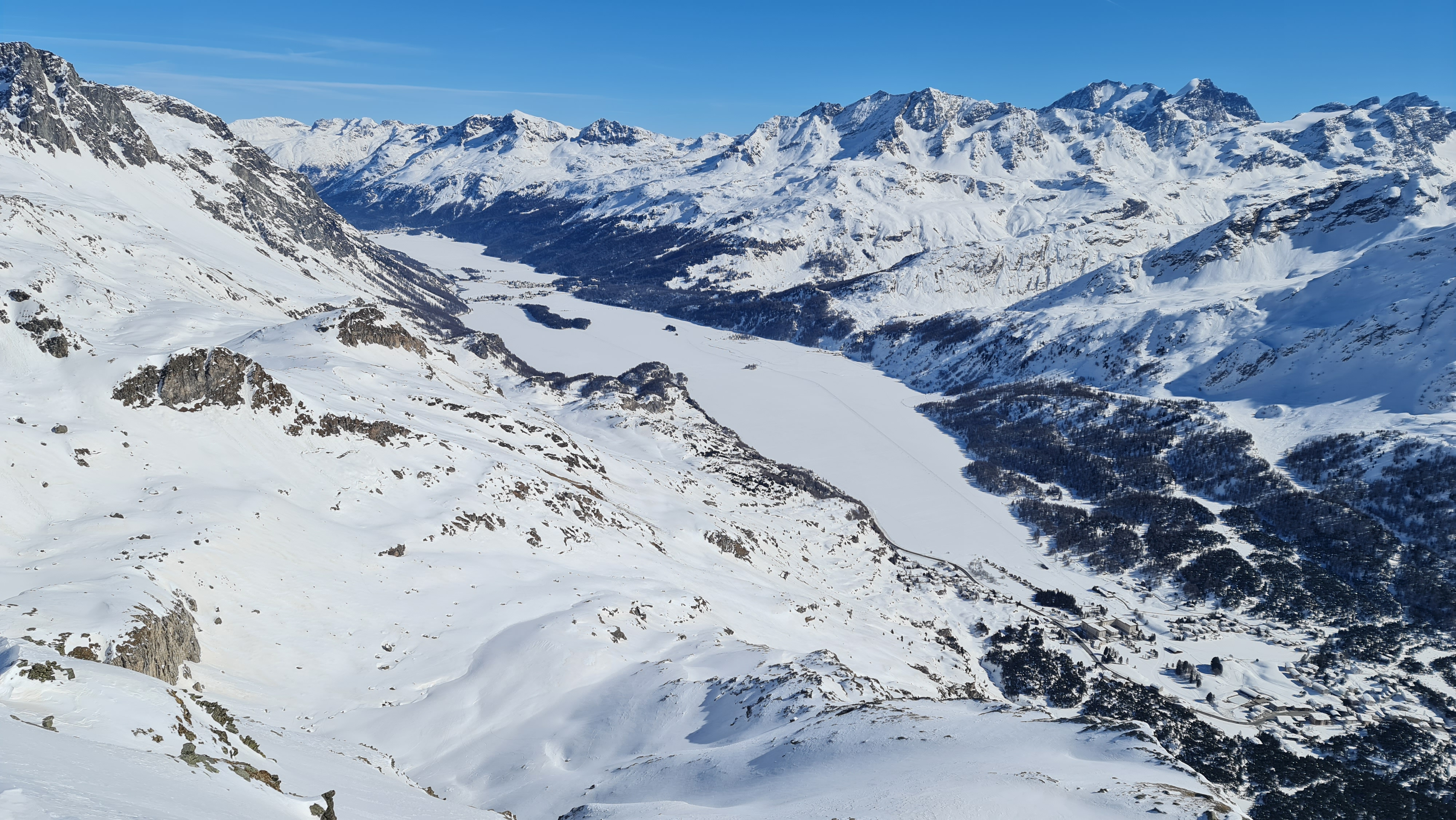
Der Blick ins Oberengadin und den Silsersee (vorne) und Silvaplanersee.
Von rechts: Der Piz Lunghin (r.), der Piz dal Sasc,  der Piz Forcellina, der Piz Turba, der Piz Mäder, der Piz Duan, unten das Dorf Maloja und der oberste Teil des Silsersees.
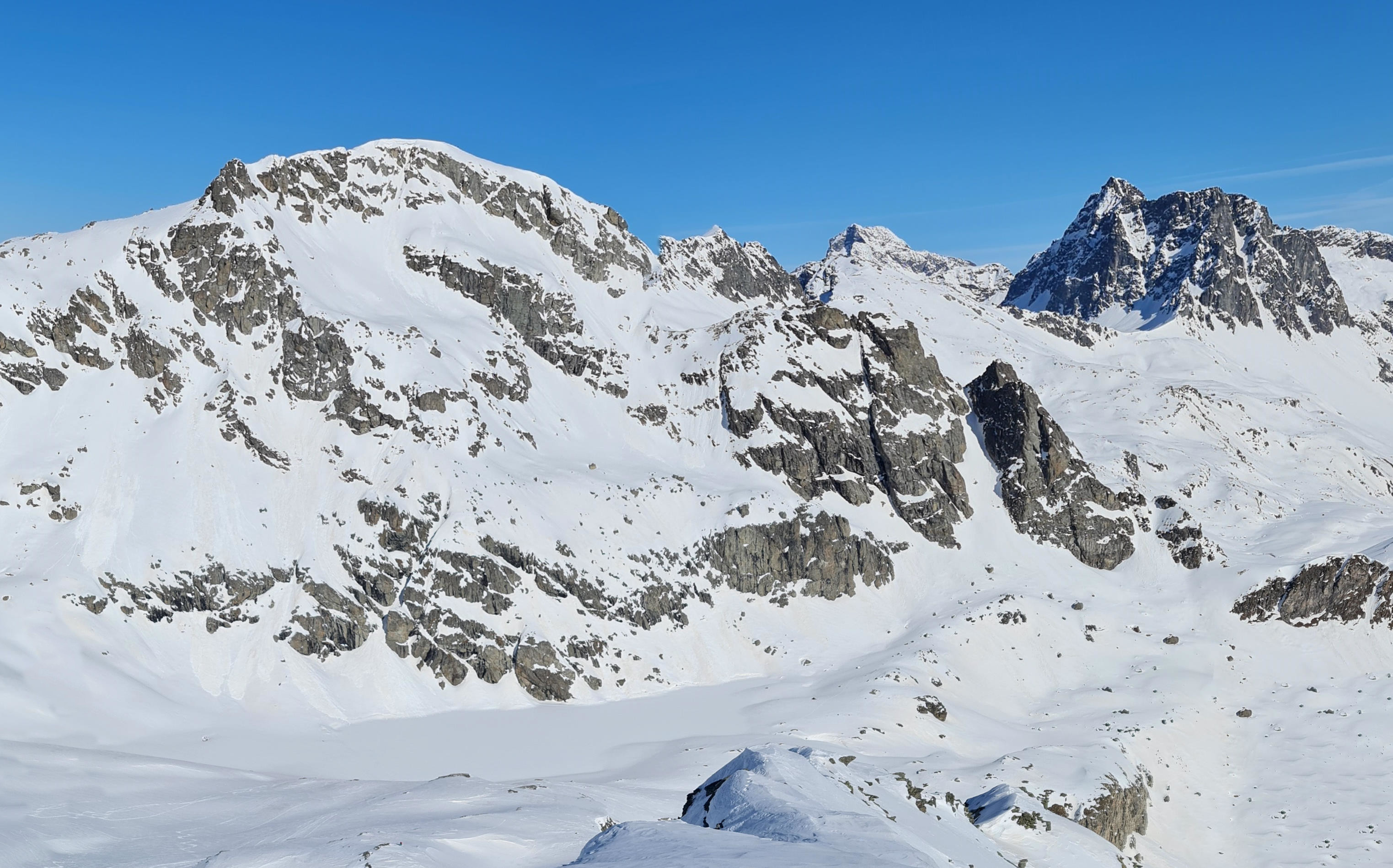
Blick nach Norden auf den Lägh dal Lunghin.